# Konrad Olchowicz (1894–1978)

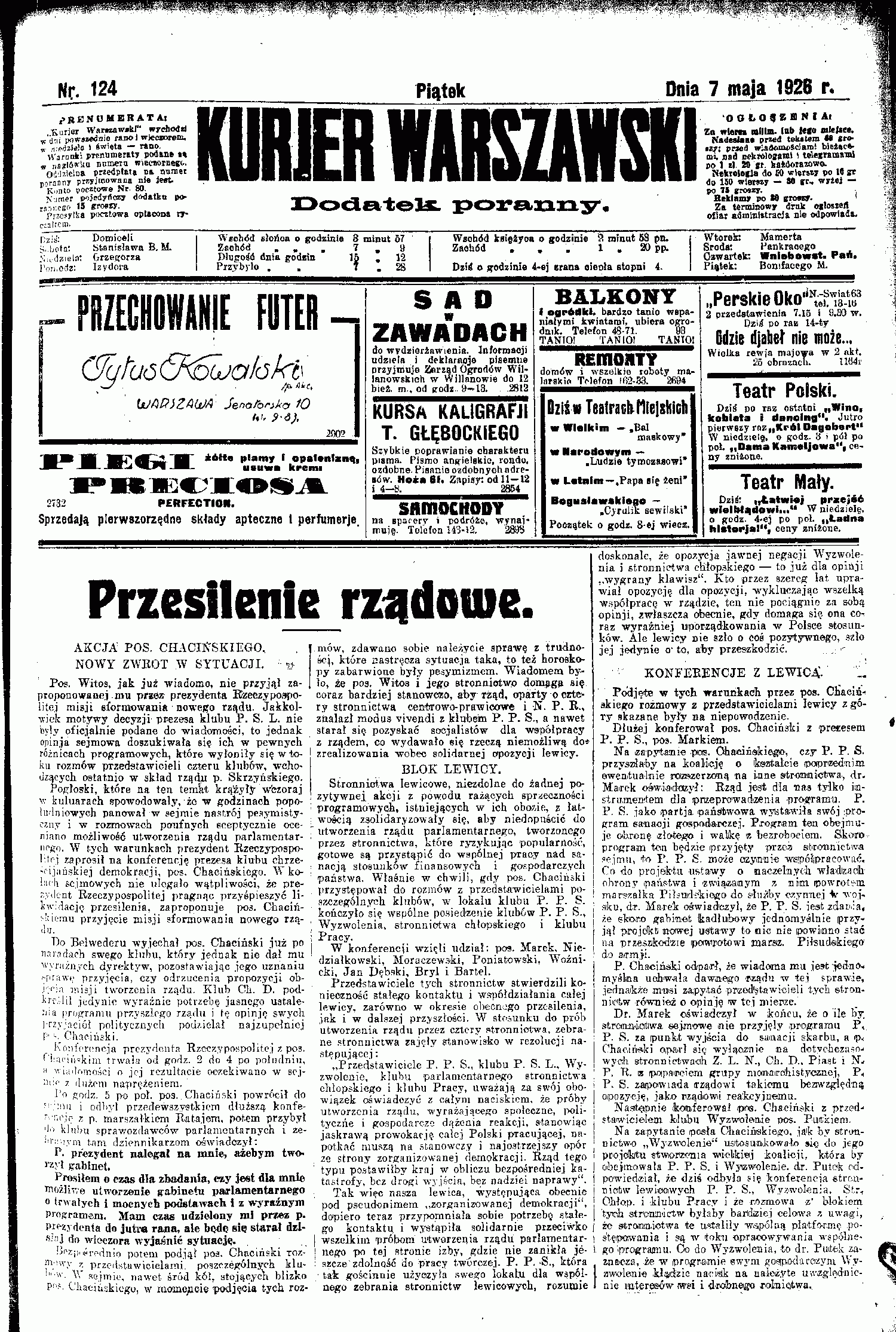
Pierwsza strona Kurjera Warszawskiego (z 7 maja 1926 roku, sprzed przewrotu majowego) z okresu, kiedy redaktorem naczelnym gazety był Konrad Olchowicz

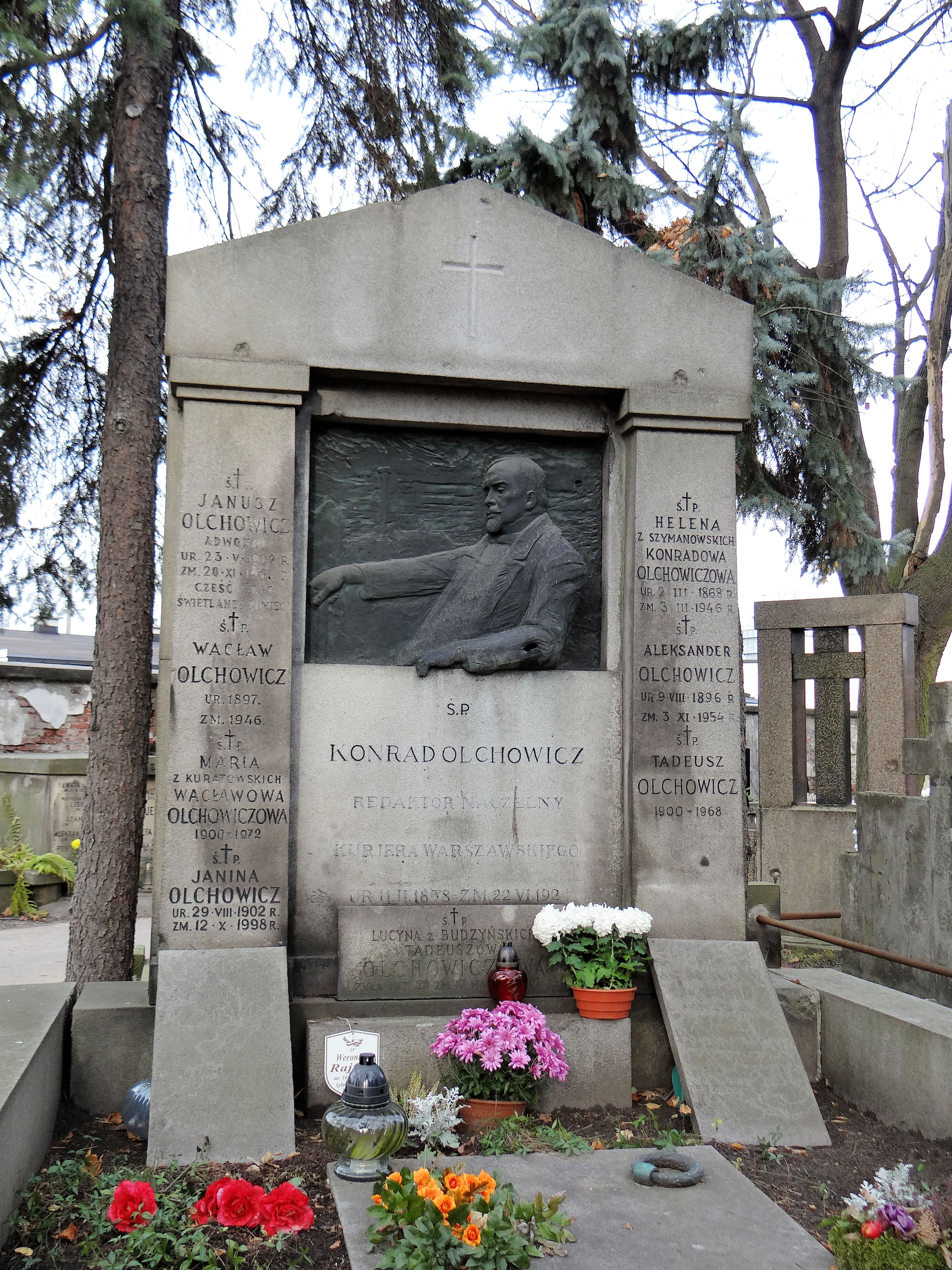
Grób rodzinny Konrada Olchowicza (ojca) na Powązkach, w którym pochowany jest również Konrad Olchowicz.

Konrad Olchowicz ps. liter.: K. Leliwa, Radwicz, krypt. K-d (ur. 14 albo 15 lipca 1894 w Warszawie, zm. 27 marca 1978 w Krakowie) – polski publicysta, dziennikarz, literat, przedsiębiorca prasowy, redaktor naczelny i współwydawca Kurjera Warszawskiego; prezes Towarzystwa Literatów i Dziennikarzy Polskich w Warszawie, polityk, senator V kadencji w II Rzeczypospolitej.

## Życiorys
Ukończył Szkołę Nauk Politycznych w Krakowie i Wydział Filozoficzny Uniwersytetu Jagiellońskiego. Od 1914 roku pracował w Kurjerze Warszawskim. W czasie wojny polsko-bolszewickiej ochotniczo zgłosił się do Wojska Polskiego.
W latach 1924–1939 pełnił funkcję redaktora naczelnego i współwydawcy Kurjera. Pracował w warszawskim syndykacie dziennikarzy, był Prezesem Towarzystwa Literatów i Dziennikarzy Polskich w Warszawie i członkiem zarządu Zrzeszenia Pisarzy Katolickich przy Akcji Katolickiej. W latach 1930–1933 zaangażował się w akcję obrony więźniów brzeskich, po 1936 roku był zbliżony do Frontu Morges.
W 1938 roku został senatorem V kadencji (1938–1939) z listy prezydenckiej. Pracował w trzech komisjach: administracyjno-samorządowej, społecznej i wojskowej.
Na początku II wojny światowej przebywał w Warszawie. 10 września był we Lwowie. Od września 1939 roku był poszukiwany niemieckim listem gończym. Działał w podziemiu jako wiceprezes konspiracyjnego Towarzystwa Patriotycznego w Warszawie.
W lutym 1945 osiadł w Krakowie. Pracował jako redaktor w krakowskim oddziale Państwowego Wydawnictwa Naukowego. Pochowany na cmentarzu Powązkowskim (kwatera U-2-4).

## Twórczość
Opublikował liczne utwory sceniczne i literackie oraz wspomnienia, w tym m.in.:
- Na wyspie Quiproquo (1916)
- Awantura paszportowa (1916/1917)
- Ćwierć wieku z „Kurierem Warszawskim”: 1914–1939 (1974)

oraz artykuły polityczno-społeczne i felietony literackie w „Kurjerze Warszawskim” i „Sfinksie”.

## Odznaczenia i tytuły honorowe
- Komandoria Orderu św. Sawy (Jugosławia)
- Komandoria Orderu Korony Rumunii
- Krzyż Oficerski Legii Honorowej (Francja)
- Krzyż Kawalerski Legii Honorowej[4]
- tajny szambelan papieski (1933)[5][1]

(wszystkie odznaczenia przed II wojną światową)

## Życie rodzinne
Konrad Olchowicz był synem Konrada (1858–1924, dziennikarza i przemysłowca, od 1906 roku redaktora naczelnego „Kuryera Warszawskiego”) i Heleny z domu Szymanowskiej (1868–1946, córki Wacława Szymanowskiego, redaktora i współwydawcy „Kurjera Warszawskiego”).
Miał troje rodzeństwa: siostrę Marię (ur. 1892) oraz braci: Wacława (1895–1946, ekonomistę, dziennikarza, wicedyrektora administracyjnego „Kurjera Warszawskiego”) i Aleksandra (1898–1954).
Ożenił się z Aldoną Wolską.
Został pochowany na cmentarzu Powązkowskim w Warszawie (kwatera U-2-3/4).